# Edison Smart T1.0
Edison Smart T1.0 – samochód dostawczy klasy miejskiej produkowany pod południowokoreańską marką Edison w latach 2021–2023.

## Historia i opis modelu
W 2017 roku nowo powstałe południowokoreańskie przedsiębiorstwo Edison Motors przedstawiło wczesnorozwojowy prototyp swojego niewielkiego samochodu dostawczego o napędzie elektrycznym, wykorzystując dla układu napędowego nadwozie Kii Bongo EV. 
Po trwającym 3 lata procesie konstrukcyjnym, samochód pod nazwą Edison Smart T1.0 zadebiutował po raz pierwszy w czerwcu 2020 roku, tym razem zyskując już autorski projekt nadwozia z dużymi, agresywnie stylizowanymi reflektorami, a także podwoziem do zabudowy, które w standardzie posiada dużą skrzynię transportową lub skrzyniową platformę. Prezentując model Smart T1.0, Edison Motors przełamało tym samym dotychczasowy monopol koncernu Hyundai Motor Group w klasie małych elektrycznych pojazdów dostawczych.

### Sprzedaż
Smart T1.0 oferowany jest wyłącznie na rodzimym rynku południowokoreańskim, gdzie jego sprzedaż rozpoczęła się w 2021 roku jako odpowiedź na podobnej koncepcji konkurencyjne konstrukcje Kii i Hyundaia.

### Dane techniczne
Edison Smart T1.0 jest samochodem w pełni elektrycznym, który napędzany jest silnik o mocy 176 KM i maksymalnym momencie obrotowym 4500 Nm. Akumulator litowo-jonowy wyróżnia się pojemnością 51 kWh, który pozwala przejechać na jednym ładowaniu ok. 200 kilometrów.